# Стати Джоном Ленноном
Стати Джоном Ленноном (англ. «Nowhere Boy», дослівно «Хлопчик Нізвідки») — британський художній біографічний фільм про дитинство і юність Джона Леннона — від народження і до кінця 50-х років, коли був сформований перший музичний колектив з його участю — група The Quarrymen. Фільм поставлений за книгою Джулії Берд «Особисте життя Леннона: нерозказана історія від його сестри». Кінорежисер — відома британська художниця Сем Тейлор-Вуд. Юного Джона Леннона грає Аарон Джонсон, а юного Пола Маккартні — Томас Сангстер, який уже мав досвід роботи з Джонсоном у міні-серіалі «Feather Boy».

## Сюжет
Історія дитинства Джона Леннона у підліткового віці з 1944 по 1960 рік, його стосунки зі своєю тіткою Мімі і його матір'ю Джулією — двома домінуючими жінками в першій частині його життя, його перша зустріч з Полом Маккартні і Джорджем Гаррісоном, їхня дружба, їх любов до музики і народження гурту «Бітлз».

## У ролях
| Актор                | Роль            |
| -------------------- | --------------- |
| Аарон Тейлор-Джонсон | Джон Леннон     |
| Крістін Скотт Томас  | Мімі Сміт       |
| Енн-Марі Дафф        | Джулія Леннон   |
| Томас Сангстер       | Пол Маккартні   |
| Сем Белл             | Джордж Гаррісон |
| Офелія Ловібонд      | Марія Кеннеді   |

## Нагороди
На 63-й церемонії вручения нагород премії BAFTA фільм був номінований на нагороду в категорії «Найкращий фільм», «Премія за найкращий дебют британського сценариста, режисера або продюсера», «Найкращий британський фільм», а за нагороду «Найкраща жіноча роль другого плана» боролись між собой Крістін Скотт Томас і Енн-Марі Дафф.

## Цікаві факти
- Назва фільму Nowhere Boy — відсилання до пісні The Beatles «Nowhere Man». Також декілька разів протягом фільму Джону говорять фразу «Ти йдеш в нікуди» (англ. «You're going nowhere»).
- В основі сценарію лежить книга вільної сестри Джона Леннона Джулії Бейрд «Уявіть це: Дорослішання з моїм братом Джоном Ленноном» (Imagine This: Growing Up with My Brother John Lennon).
- Пол Маккартні — лівша, тому Томасу Сангстеру довелося практично переучуватися грати на гітарі.